# Pallacanestro Varese 1948-1949
Nell'annata 1948-49, primo campionato del dopoguerra a girone unico, il tecnico Enrico Garbosi lascia la panchina della squadra di Varese per allenare la squadra femminile della Comense. Al suo posto viene chiamato Lucentini dalla Ginnastica Roma, che facilita l'arrivo in squadra di Vittorio Tracuzzi, stella della squadra capitolina. I costi gravosi inducono la dirigenza, nella figura del presidente Angelo Bettinelli, ad allontanare Lucentini e incaricare Tracuzzi del doppio ruolo di giocatore e allenatore.
Al nucleo storico della squadra, composto da Paolo Checchi, Emilio Clerici, Sergio Marelli, Valerio Giobbi e il fratello Arialdo, si aggiungono giocatori provenienti dal settore giovanile, come Giuseppe Bernasconi e Giancarlo Gualco.
Al termine del campionato la squadra giunge seconda, nel primo anno di campionato a girone unico, alle spalle della Virtus Bologna. I punti segnati sono 676, con miglior marcatore Emilio Clerici, subiti 575.

## Rosa 1948/49
- Vittorio Tracuzzi
- Giuseppe Bernasconi
- Paolo Checchi
- Emilio Clerici
- Valerio Giobbi
- Carlo Cerioni
- Arialdo Giobbi
- Sergio Marelli
- Mario Alesini
- Giancarlo Gualco
- Armando Fagarazzi
- Costante Scolari
- Allenatore:
  -  Vittorio Tracuzzi

## Statistiche
| COMPETIZIONE        | GIOCATE | VINTE | PERSE | PAREGGIATE | F   | S   | PIAZZAMENTO |  |
| CAMPIONATO          | 22      | 15    | 5     | 2          | 676 | 565 | 2           |  |
| TORNEI E AMICHEVOLI | 7       | 5     | 2     | 0          | 290 | 191 | -           |  |

## Fonti
- "Pallacanestro Varese 50 anni con voi" di Augusto Ossola
- "La Pallacanestro Varese" di Renato Tadini